# Svjetsko prvenstvo u rukometu – Hrvatska, Danska i Norveška 2025.
29. Svjetsko prvenstvo u rukometu 2025. rukometno je prvenstvo koje se održalo u Hrvatskoj, Danskoj i Norveškoj od 14. siječnja do 2. veljače 2025. godine.
U Hrvatskoj su se u tri grada (Poreč, Varaždin i Zagreb) održavala natjecanja u četirima skupinama i razigravanje do polufinala. U Hrvatskoj se igralo više od polovina utakmica.

## Domaćinstvo
Godine 2018. počele su stizati prve ponude za domaćina prvenstva.
Ponude:
- Mađarska
- Danska,  Norveška,  Švicarska
- Srbija.

Dana 25. rujna 2019. Hrvatska je s Danskom i Norveškom podnijela zajedničku ponudu za domaćina događaja.
Ponude: 
- Hrvatska,  Danska  Norveška
- Mađarska
- Švicarska

Dana 28. veljače 2020. Hrvatska, Danska i Norveška izabrane su za domaćina Svjetskoga prvenstva.

## Dvorane
Sportske arene u kojima će se održavati utakmice nalaze se u Zagrebu, Varaždinu i Poreču u Hrvatskoj, zatim Drammenu u Norveškoj, a finale će se igrati u Oslu u Telenor Areni koja ima kapacitet od 15 000 mjesta.
| Hrvatska                                | Hrvatska                                  | Hrvatska                       |
| --------------------------------------- | ----------------------------------------- | ------------------------------ |
| Poreč                                   | Varaždin                                  | Zagreb                         |
| Sportska dvorana Žatika Kapacitet: 3700 | Sportska dvorana Varaždin Kapacitet: 5000 | Arena Zagreb Kapacitet: 15 200 |
|                                         |                                           |                                |
| Danska                                  | Norveška                                  | Norveška                       |
| Herning                                 | Bærum                                     | Bærum                          |
| Jyske Bank Boxen Kapacitet: 12 500      | Unity Arena Kapacitet: 15 000             | Unity Arena Kapacitet: 15 000  |
|                                         |                                           |                                |

## Kvalifikacijska natjecanja
| natjecanje                              | nadnevci                              | mjesta | kvalificirali se                                                                                            |
| --------------------------------------- | ------------------------------------- | ------ | --- |
| domaćini                                | 28. veljače 2020.                     | 3      | Hrvatska Danska Norveška                                                                                    |
| Svjetsko prvenstvo 2023.                | 12. – 29. siječnja 2023.              | 1      | – |
| Europsko prvenstvo 2024.                | 10. – 28. siječnja 2024.              | 3      | Francuska Njemačka Švedska                                                                                  |
| Azijsko prvenstvo 2024.                 | 11. – 25. siječnja 2024.              | 4      | Bahrein Japan Katar Kuvajt                                                                                  |
| Južno i Srednjoameričko prvenstvo 2024. | 16. – 20. siječnja 2024.              | 3      | Argentina Brazil Čile                                                                                       |
| Afričko prvenstvo 2024.                 | 17. – 27. siječnja 2024.              | 5      | Alžir Egipat Gvineja Tunis Zelenortska Republika                                                            |
| Sjevernoameričko prvenstvo 2024.        | 6. – 12. svibnja 2024.                | 1      | Kuba |
| Europske kvalifikacije                  | 1. studenog 2023. – 12. svibnja 2024. | 11     | Austrija Češka Island Italija Mađarska Nizozemska Poljska Portugal Sjeverna Makedonija Slovenija Španjolska |
| pozivnica                               | –                                     | 1+1    | SAD Švicarska                                                                                               |

### Kvalificirane momčadi
| Podebljani tekst označava godinu osvajanja određenoga prvenstva.                                  |
| Ukošeni tekst označava domaćina određenoga prvenstva.                                             |
| Podebljano ukošeni tekst označava godinu osvajanja određenoga prvenstva, ujedno i domaćina istog. |

| država                | kvalificirala se kao                                       | nadnevak kvalificiranja | prijašnji nastupi |
| --------------------- | ---------------------------------------------------------- | ----------------------- | --- |
| Hrvatska              | domaćin                                                    | 28. veljače 2020.       | 15 (1995., 1997., 1999., 2001., 2003., 2005., 2007., 2009., 2011., 2013., 2015., 2017., 2019., 2021., 2023.)                                                                                     |
| Danska                | domaćin                                                    | 28. veljače 2020.       | 25 (1938., 1954., 1958., 1961., 1964., 1967., 1970., 1974., 1978., 1982., 1986., 1993., 1995., 1999., 2003., 2005., 2007., 2009., 2011., 2013., 2015., 2017., 2019., 2021., 2023.)               |
| Norveška              | domaćin                                                    | 28. veljače 2020.       | 17 (1958., 1961., 1964., 1970., 1993., 1997., 1999., 2001., 2005., 2007., 2009., 2011., 2017., 2019., 2021., 2023.)                                                                              |
| SAD                   | pozivnica                                                  | 18. listopada 2018.     | 7 (1964., 1970., 1974., 1993., 1995., 2001., 2023.) |
| Brazil                | među prva tri na Južnom i Srednjoameričkom prvenstvu 2024. | 18. siječnja 2024.      | 16 (1958., 1995., 1997., 1999., 2001., 2003., 2005., 2007., 2009., 2011., 2013., 2015., 2017., 2019., 2021., 2023.)                                                                              |
| Japan                 | polufinalist na Azijskom prvenstvu 2024.                   | 19. siječnja 2024.      | 15 (1961., 1964., 1967., 1970., 1974., 1978., 1982., 1990., 1995., 1997., 2005., 2011., 2017., 2019., 2021.)                                                                                     |
| Katar                 | polufinalist na Azijskom prvenstvu 2024.                   | 19. siječnja 2024.      | 9 (2003., 2005., 2007., 2013., 2015., 2017., 2019., 2021., 2023.) |
| Argentina             | među prva tri na Južnom i Srednjoameričkom prvenstvu 2024. | 19. siječnja 2024.      | 9 (1997., 1999., 2001., 2003., 2005., 2007., 2009., 2011., 2013., 2015., 2017., 2019., 2021., 2023.)                                                                                             |
| Čile                  | među prva tri na Južnom i Srednjoameričkom prvenstvu 2024. | 19. siječnja 2024.      | 7 (2011., 2013., 2015., 2017., 2019., 2021., 2023.) |
| Kuvajt                | polufinalist na Azijskom prvenstvu 2024.                   | 21. siječnja 2024.      | 8 (1982., 1995., 1999., 2001., 2003., 2005., 2007., 2009.) |
| Bahrein               | polufinalist na Azijskom prvenstvu 2024.                   | 21. siječnja 2024.      | 5 (2011., 2017., 2019., 2021., 2023.) |
| Švedska               | polufinalist na Europskom prvenstvu 2024.                  | 21. siječnja 2024.      | 25 (1938., 1954., 1958., 1961., 1964., 1967., 1970., 1974., 1978., 1982., 1986., 1990., 1993., 1995., 1997., 1999., 2001., 2003., 2005., 2009., 2011., 2015., 2017., 2019., 2021., 2023.)        |
| Francuska             | polufinalist na Europskom prvenstvu 2024.                  | 22. siječnja 2024.      | 24 (1954., 1958., 1961., 1964., 1967., 1970., 1978., 1990., 1993., 1995., 1997., 1999., 2001., 2003., 2005., 2007., 2009., 2011., 2013., 2015., 2017., 2019., 2021., 2023.)                      |
| Zelenortska Republika | među prvih pet na Afričkom prvenstvu 2024.                 | 23. siječnja 2024.      | 2 (2021., 2023.) |
| Alžir                 | među prvih pet na Afričkom prvenstvu 2024.                 | 23. siječnja 2024.      | 16 (1974., 1982., 1986., 1990., 1995., 1997., 1999., 2001., 2003., 2005., 2009., 2011., 2013., 2015., 2021., 2023.)                                                                              |
| Egipat                | među prvih pet na Afričkom prvenstvu 2024.                 | 23. siječnja 2024.      | 17 (1964., 1993., 1995., 1997., 1999., 2001., 2003., 2005., 2007., 2009., 2011., 2013., 2015., 2017., 2019., 2021., 2023.)                                                                       |
| Tunis                 | među prvih pet na Afričkom prvenstvu 2024.                 | 23. siječnja 2024.      | 16 (1967., 1995., 1997., 1999., 2001., 2003., 2005., 2007., 2009., 2011., 2013., 2015., 2017., 2019., 2021., 2023.)                                                                              |
| Njemačka              | polufinalist na Europskom prvenstvu 2024.                  | 24. siječnja 2024.      | 27 (1938., 1954., 1958., 1961., 1964., 1967., 1970., 1974., 1978., 1982., 1986., 1990., 1993., 1995., 1999., 2001., 2003., 2005., 2007., 2009., 2011., 2013., 2015., 2017., 2019., 2021., 2023.) |
| Gvineja               | među prvih pet na Afričkom prvenstvu 2024.                 | 26. siječnja 2024.      | 0 (prvi nastup) |
| Island                | europsko doigravanje                                       | 11. svibnja 2024.       | 22 (1958., 1961., 1964., 1970., 1974., 1978., 1986., 1990., 1993., 1995., 1997., 2001., 2003., 2005., 2007., 2011., 2013., 2015., 2017., 2019., 2021., 2023.)                                    |
| Austrija              | europsko doigravanje                                       | 12. svibnja 2024.       | 7 (1938., 1958., 1993., 2011., 2015., 2019., 2021.) |
| Nizozemska            | europsko doigravanje                                       | 12. svibnja 2024.       | 2 (1961., 2023.) |
| Slovenija             | europsko doigravanje                                       | 12. svibnja 2024.       | 10 (1995., 2001., 2003., 2005., 2007., 2013., 2015., 2017., 2021., 2023.) |
| Češka                 | europsko doigravanje                                       | 12. svibnja 2024.       | 6 (1995., 1997., 2001., 2005., 2007., 2015.) |
| Portugal              | europsko doigravanje                                       | 12. svibnja 2024.       | 5 (1997., 2001., 2003., 2021., 2023.) |
| Mađarska              | europsko doigravanje                                       | 12. svibnja 2024.       | 22 (1958., 1964., 1967., 1970., 1974., 1978., 1982., 1986., 1990., 1993., 1995., 1997., 1999., 2003., 2007., 2009., 2011., 2013., 2017., 2019., 2021., 2023.)                                    |
| Španjolska            | europsko doigravanje                                       | 12. svibnja 2024.       | 22 (1958., 1974., 1978., 1982., 1986., 1990., 1993., 1995., 1997., 1999., 2001., 2003., 2005., 2007., 2009., 2011., 2013., 2015., 2017., 2019., 2021., 2023.)                                    |
| Poljska               | europsko doigravanje                                       | 12. svibnja 2024.       | 17 (1958., 1967., 1970., 1974., 1978., 1982., 1986., 1990., 2003., 2007., 2009., 2011., 2013., 2015., 2017., 2021., 2023.)                                                                       |
| Italija               | europsko doigravanje                                       | 12. svibnja 2024.       | 1 (1997.) |
| Sjeverna Makedonija   | europsko doigravanje                                       | 12. svibnja 2024.       | 8 (1999., 2009., 2013., 2015., 2017., 2019., 2021., 2023.) |
| Kuba                  | prvo mjesto na Sjevernoameričkom prvenstvu 2024.           | 12. svibnja 2024.       | 7 (1982., 1986., 1990., 1995., 1997., 1999., 2009.) |
| Švicarska             | pozivnica                                                  | 23. svibnja 2024.       | 11 (1954., 1961., 1964., 1967., 1970., 1982., 1986., 1990., 1993., 1995., 2021.) |

## Izvlačenje
Ždrijeb je održan 29. svibnja 2024. u Koncertnoj dvorani Vatroslava Lisinskog u Zagrebu.

### Jakosne skupine
| Zdjela 1                                                             | Zdjela 2                                                              | Zdjela 3                                                            | Zdjela 4                                                              |
| -------------------------------------------------------------------- | --------------------------------------------------------------------- | ------------------------------------------------------------------- | --------------------------------------------------------------------- |
| Danska Francuska Švedska Njemačka Mađarska Slovenija Norveška Egipat | Portugal Hrvatska Austrija Island Nizozemska Španjolska Italija Češka | Poljska Sjeverna Makedonija Katar Brazil Argentina Kuba Japan Alžir | Bahrein Tunis Čile Kuvajt Zelenortska Republika Gvineja SAD Švicarska |

## Skupine

### Skupina A
| #  | Momčad    | U | P | N | I | G+ | G– | G+/– | Bod. | Nastavak natjecanja         |
| -- | --------- | - | - | - | - | -- | -- | ---- | ---- | --------------------------- |
| 1. | Njemačka  | 3 | 3 | 0 | 0 | 95 | 79 | +16  | 6    | Drugi krug Skupina I        |
| 2. | Švicarska | 3 | 1 | 1 | 1 | 76 | 76 | 0    | 3    | Drugi krug Skupina I        |
| 3. | Češka     | 3 | 0 | 2 | 1 | 58 | 65 | –7   | 2    | Drugi krug Skupina I        |
| 4. | Poljska   | 3 | 0 | 1 | 2 | 75 | 84 | –9   | 1    | Predsjednički kup Skupina I |

Izvor: International Handball Federation
| 15. siječnja 2025. 18:00 | Češka       | 17:17     | Švicarska | Jyske Bank Boxen, Herning Gledatelji: 2091 Suci: Grillo, Lenci |
| 15. siječnja 2025. 18:00 | Mořkovský 5 | (7:8)     | Rubin 8   | Jyske Bank Boxen, Herning Gledatelji: 2091 Suci: Grillo, Lenci |
| 15. siječnja 2025. 18:00 | 3×          | Izvještaj | 2× 1×     | Jyske Bank Boxen, Herning Gledatelji: 2091 Suci: Grillo, Lenci |

| 15. siječnja 2025. 20:30 | Njemačka  | 35:28     | Poljska   | Jyske Bank Boxen, Herning Gledatelji: 3552 Suci: Načevski, Nikolov |
| 15. siječnja 2025. 20:30 | Uščins 10 | (15:14)   | Syprzak 7 | Jyske Bank Boxen, Herning Gledatelji: 3552 Suci: Načevski, Nikolov |
| 15. siječnja 2025. 20:30 | 2×        | Izvještaj | 2×        | Jyske Bank Boxen, Herning Gledatelji: 3552 Suci: Načevski, Nikolov |

| 17. siječnja 2025. 18:00 | Češka    | 19:19     | Poljska         | Jyske Bank Boxen, Herning Gledatelji: 5397 Suci: A. Konjičanin, D. Konjičanin |
| 17. siječnja 2025. 18:00 | Hrstka 5 | (12:9)    | četiri igrača 3 | Jyske Bank Boxen, Herning Gledatelji: 5397 Suci: A. Konjičanin, D. Konjičanin |
| 17. siječnja 2025. 18:00 | 5× 1×    | Izvještaj | 3× 1×           | Jyske Bank Boxen, Herning Gledatelji: 5397 Suci: A. Konjičanin, D. Konjičanin |

| 17. siječnja 2025. 20:30 | Švicarska | 29:31     | Njemačka | Jyske Bank Boxen, Herning Gledatelji: 7386 Suci: Mikelić, Parađina |
| 17. siječnja 2025. 20:30 | Rubin 7   | (14:15)   | Köster 7 | Jyske Bank Boxen, Herning Gledatelji: 7386 Suci: Mikelić, Parađina |
| 17. siječnja 2025. 20:30 | 2×        | Izvještaj | 2×       | Jyske Bank Boxen, Herning Gledatelji: 7386 Suci: Mikelić, Parađina |

| 19. siječnja 2025. 15:30 | Poljska    | 28:30     | Švicarska    | Jyske Bank Boxen, Herning Gledatelji: 5653 Suci: Pavićević, Ražnatović |
| 19. siječnja 2025. 15:30 | Przytuła 9 | (15:18)   | tri igrača 5 | Jyske Bank Boxen, Herning Gledatelji: 5653 Suci: Pavićević, Ražnatović |
| 19. siječnja 2025. 15:30 | 4×         | Izvještaj | 4× 1×        | Jyske Bank Boxen, Herning Gledatelji: 5653 Suci: Pavićević, Ražnatović |

| 19. siječnja 2025. 18:00 | Njemačka | 29:22     | Češka   | Jyske Bank Boxen, Herning Gledatelji: 7528 Suci: Álvarez, Bustamante |
| 19. siječnja 2025. 18:00 | Uščins 8 | (11:11)   | Solák 7 | Jyske Bank Boxen, Herning Gledatelji: 7528 Suci: Álvarez, Bustamante |
| 19. siječnja 2025. 18:00 | 4×       | Izvještaj | 5× 1×   | Jyske Bank Boxen, Herning Gledatelji: 7528 Suci: Álvarez, Bustamante |

### Skupina B
| #  | Momčad  | U | P | N | I | G+  | G–  | G+/– | Bod. | Nastavak natjecanja         |
| -- | ------- | - | - | - | - | --- | --- | ---- | ---- | --------------------------- |
| 1. | Danska  | 3 | 3 | 0 | 0 | 118 | 63  | +55  | 6    | Drugi krug Skupina I        |
| 2. | Italija | 3 | 2 | 0 | 1 | 84  | 87  | –3   | 4    | Drugi krug Skupina I        |
| 3. | Tunis   | 3 | 1 | 0 | 2 | 72  | 89  | –17  | 2    | Drugi krug Skupina I        |
| 4. | Alžir   | 3 | 0 | 0 | 3 | 70  | 105 | –35  | 0    | Predsjednički kup Skupina I |

Izvor: International Handball Federation
| 14. siječnja 2025. 17:30 | Italija     | 32:25     | Tunis          | Jyske Bank Boxen, Herning Gledatelji: 6510 Suci: A. Konjičanin, D. Konjičanin |
| 14. siječnja 2025. 17:30 | Prantner 10 | (17:11)   | Ben Abdallah 6 | Jyske Bank Boxen, Herning Gledatelji: 6510 Suci: A. Konjičanin, D. Konjičanin |
| 14. siječnja 2025. 17:30 | 2×          | Izvještaj | 6×             | Jyske Bank Boxen, Herning Gledatelji: 6510 Suci: A. Konjičanin, D. Konjičanin |

| 14. siječnja 2025. 20:30 | Danska    | 47:22     | Alžir  | Jyske Bank Boxen, Herning Gledatelji: 12 397 Suci: Mikelić, Parađina |
| 14. siječnja 2025. 20:30 | Gidsel 10 | (20:11)   | Abdi 6 | Jyske Bank Boxen, Herning Gledatelji: 12 397 Suci: Mikelić, Parađina |
| 14. siječnja 2025. 20:30 | 1×        | Izvještaj | 4× 1×  | Jyske Bank Boxen, Herning Gledatelji: 12 397 Suci: Mikelić, Parađina |

| 16. siječnja 2025. 18:00 | Italija    | 32:23     | Alžir           | Jyske Bank Boxen, Herning Gledatelji: 8516 Suci: Álvarez, Bustamante |
| 16. siječnja 2025. 18:00 | Prantner 7 | (16:11)   | Abdi, Berkous 6 | Jyske Bank Boxen, Herning Gledatelji: 8516 Suci: Álvarez, Bustamante |
| 16. siječnja 2025. 18:00 | 2× 1×      | Izvještaj | 6×              | Jyske Bank Boxen, Herning Gledatelji: 8516 Suci: Álvarez, Bustamante |

| 16. siječnja 2025. 20:30 | Tunis          | 21:32     | Danska   | Jyske Bank Boxen, Herning Gledatelji: 13 697 Suci: Pavićević, Ražnatović |
| 16. siječnja 2025. 20:30 | Ben Abdallah 5 | (7:17)    | Gidsel 9 | Jyske Bank Boxen, Herning Gledatelji: 13 697 Suci: Pavićević, Ražnatović |
| 16. siječnja 2025. 20:30 | 2×             | Izvještaj | 1×       | Jyske Bank Boxen, Herning Gledatelji: 13 697 Suci: Pavićević, Ražnatović |

| 18. siječnja 2025. 18:00 | Alžir   | 25:26     | Tunis   | Jyske Bank Boxen, Herning Gledatelji: 10 824 Suci: Načevski, Nikolov |
| 18. siječnja 2025. 18:00 | Daoud 6 | (9:13)    | Jbeli 6 | Jyske Bank Boxen, Herning Gledatelji: 10 824 Suci: Načevski, Nikolov |
| 18. siječnja 2025. 18:00 | 2× 1×   | Izvještaj | 4×      | Jyske Bank Boxen, Herning Gledatelji: 10 824 Suci: Načevski, Nikolov |

| 18. siječnja 2025. 20:30 | Danska              | 39:20     | Italija  | Jyske Bank Boxen, Herning Gledatelji: 14 297 Suci: Grillo, Lenci |
| 18. siječnja 2025. 20:30 | Jakobsen, Pytlick 9 | (18:8)    | Bronzo 4 | Jyske Bank Boxen, Herning Gledatelji: 14 297 Suci: Grillo, Lenci |
| 18. siječnja 2025. 20:30 | 3× 1×               | Izvještaj | 3×       | Jyske Bank Boxen, Herning Gledatelji: 14 297 Suci: Grillo, Lenci |

### Skupina C
| #  | Momčad    | U | P | N | I | G+  | G–  | G+/– | Bod. | Nastavak natjecanja         |
| -- | --------- | - | - | - | - | --- | --- | ---- | ---- | --------------------------- |
| 1. | Francuska | 3 | 3 | 0 | 0 | 115 | 65  | +50  | 6    | Drugi krug Skupina II       |
| 2. | Austrija  | 3 | 2 | 0 | 1 | 92  | 87  | +5   | 4    | Drugi krug Skupina II       |
| 3. | Katar     | 3 | 1 | 0 | 2 | 70  | 87  | –17  | 2    | Drugi krug Skupina II       |
| 4. | Kuvajt    | 3 | 0 | 0 | 3 | 67  | 105 | –38  | 0    | Predsjednički kup Skupina I |

Izvor: International Handball Federation
| 14. siječnja 2025. 18:00 | Francuska | 37:19     | Katar   | Sportska dvorana Žatika, Poreč Gledatelji: 2500 Suci: Budzák, Záhradník |
| 14. siječnja 2025. 18:00 | Briet 7   | (18:10)   | Marzo 4 | Sportska dvorana Žatika, Poreč Gledatelji: 2500 Suci: Budzák, Záhradník |
| 14. siječnja 2025. 18:00 | 2×        | Izvještaj | 1×      | Sportska dvorana Žatika, Poreč Gledatelji: 2500 Suci: Budzák, Záhradník |

| 14. siječnja 2025. 20:30 | Austrija        | 37:26     | Kuvajt       | Sportska dvorana Žatika, Poreč Gledatelji: 1507 Suci: A. Covalciuc, I. Covalciuc |
| 14. siječnja 2025. 20:30 | četiri igrača 5 | (18:16)   | tri igrača 4 | Sportska dvorana Žatika, Poreč Gledatelji: 1507 Suci: A. Covalciuc, I. Covalciuc |
| 14. siječnja 2025. 20:30 | 2×              | Izvještaj | 5×           | Sportska dvorana Žatika, Poreč Gledatelji: 1507 Suci: A. Covalciuc, I. Covalciuc |

| 16. siječnja 2025. 18:00 | Kuvajt      | 19:43     | Francuska | Sportska dvorana Žatika, Poreč Gledatelji: 1042 Suci: Paolantoni, García |
| 16. siječnja 2025. 18:00 | Al-Dawani 5 | (8:21)    | Remili 6  | Sportska dvorana Žatika, Poreč Gledatelji: 1042 Suci: Paolantoni, García |
| 16. siječnja 2025. 18:00 | 2×          | Izvještaj |           | Sportska dvorana Žatika, Poreč Gledatelji: 1042 Suci: Paolantoni, García |

| 14. siječnja 2025. 20:30 | Austrija  | 28:26     | Katar    | Sportska dvorana Žatika, Poreč Gledatelji: 1741 Suci: Horáček, Novotný |
| 14. siječnja 2025. 20:30 | Frimmel 9 | (16:14)   | Marzo 11 | Sportska dvorana Žatika, Poreč Gledatelji: 1741 Suci: Horáček, Novotný |
| 14. siječnja 2025. 20:30 | 1×        | Izvještaj | 3× 1×    | Sportska dvorana Žatika, Poreč Gledatelji: 1741 Suci: Horáček, Novotný |

| 18. siječnja 2025. 18:00 | Francuska    | 35:27     | Austrija  | Sportska dvorana Žatika, Poreč Gledatelji: 3001 Suci: Belkhiri, Hamidi |
| 18. siječnja 2025. 18:00 | Briet, Mem 6 | (19:15)   | Frimmel 5 | Sportska dvorana Žatika, Poreč Gledatelji: 3001 Suci: Belkhiri, Hamidi |
| 18. siječnja 2025. 18:00 | 3×           | Izvještaj | 4×        | Sportska dvorana Žatika, Poreč Gledatelji: 3001 Suci: Belkhiri, Hamidi |

| 18. siječnja 2025. 20:30 | Katar      | 25:22     | Kuvajt        | Sportska dvorana Žatika, Poreč Gledatelji: 2104 Suci: Schulze, Tönnies |
| 18. siječnja 2025. 20:30 | Marković 7 | (11:7)    | Al-Shammari 8 | Sportska dvorana Žatika, Poreč Gledatelji: 2104 Suci: Schulze, Tönnies |
| 18. siječnja 2025. 20:30 | 3× 1×      | Izvještaj | 2×            | Sportska dvorana Žatika, Poreč Gledatelji: 2104 Suci: Schulze, Tönnies |

### Skupina D
| #  | Momčad              | U | P | N | I | G+  | G–  | G+/– | Bod. | Nastavak natjecanja         |
| -- | ------------------- | - | - | - | - | --- | --- | ---- | ---- | --------------------------- |
| 1. | Mađarska            | 3 | 2 | 1 | 0 | 98  | 77  | +21  | 5    | Drugi krug Skupina II       |
| 2. | Nizozemska          | 3 | 2 | 0 | 1 | 109 | 91  | +18  | 4    | Drugi krug Skupina II       |
| 3. | Sjeverna Makedonija | 3 | 1 | 1 | 1 | 88  | 84  | +4   | 3    | Drugi krug Skupina II       |
| 4. | Gvineja             | 3 | 0 | 0 | 3 | 61  | 104 | –43  | 0    | Predsjednički kup Skupina I |

Izvor: International Handball Federation
| 15. siječnja 2025. 18:00 | Nizozemska  | 40:23     | Gvineja   | Sportska dvorana Varaždin, Varaždin Gledatelji: 1500 Suci: Sosa, Lemes |
| 15. siječnja 2025. 18:00 | Ten Velde 9 | (21:8)    | Eponouh 5 | Sportska dvorana Varaždin, Varaždin Gledatelji: 1500 Suci: Sosa, Lemes |
| 15. siječnja 2025. 18:00 | 4×          | Izvještaj | 3×        | Sportska dvorana Varaždin, Varaždin Gledatelji: 1500 Suci: Sosa, Lemes |

| 15. siječnja 2025. 20:30 | Mađarska | 27:27     | Sjeverna Makedonija | Sportska dvorana Varaždin, Varaždin Gledatelji: 4000 Suci: Kurtagic, Wetterwik |
| 15. siječnja 2025. 20:30 | Ilić 6   | (14:14)   | Kuzmanovski 10      | Sportska dvorana Varaždin, Varaždin Gledatelji: 4000 Suci: Kurtagic, Wetterwik |
| 15. siječnja 2025. 20:30 | 2×       | Izvještaj | 2×                  | Sportska dvorana Varaždin, Varaždin Gledatelji: 4000 Suci: Kurtagic, Wetterwik |

| 17. siječnja 2025. 18:00 | Nizozemska   | 37:32     | Sjeverna Makedonija | Sportska dvorana Varaždin, Varaždin Gledatelji: 4000 Suci: Hansen, Madsen |
| 17. siječnja 2025. 18:00 | Ten Velde 11 | (18:15)   | Kuzmanovski 9       | Sportska dvorana Varaždin, Varaždin Gledatelji: 4000 Suci: Hansen, Madsen |
| 17. siječnja 2025. 18:00 | 6× 1×        | Izvještaj | 7× 2×               | Sportska dvorana Varaždin, Varaždin Gledatelji: 4000 Suci: Hansen, Madsen |

| 17. siječnja 2025. 20:30 | Gvineja         | 18:35     | Mađarska | Sportska dvorana Varaždin, Varaždin Gledatelji: 1000 Suci: Ah. Gheisarian, Am. Gheisarian |
| 17. siječnja 2025. 20:30 | četiri igrača 3 | (9:20)    | Szita 7  | Sportska dvorana Varaždin, Varaždin Gledatelji: 1000 Suci: Ah. Gheisarian, Am. Gheisarian |
| 17. siječnja 2025. 20:30 | 5×              | Izvještaj | 1×       | Sportska dvorana Varaždin, Varaždin Gledatelji: 1000 Suci: Ah. Gheisarian, Am. Gheisarian |

| 19. siječnja 2025. 18:00 | Sjeverna Makedonija | 29:20     | Gvineja   | Sportska dvorana Varaždin, Varaždin Gledatelji: 4000 Suci: A. Covalciuc, I. Covalciuc |
| 19. siječnja 2025. 18:00 | Kuzmanovski 12      | (14:10)   | Corcher 4 | Sportska dvorana Varaždin, Varaždin Gledatelji: 4000 Suci: A. Covalciuc, I. Covalciuc |
| 19. siječnja 2025. 18:00 | 2×                  | Izvještaj | 3×        | Sportska dvorana Varaždin, Varaždin Gledatelji: 4000 Suci: A. Covalciuc, I. Covalciuc |

| 19. siječnja 2025. 20:30 | Mađarska     | 36:32     | Nizozemska   | Sportska dvorana Varaždin, Varaždin Gledatelji: 4000 Suci: Jørum, Kleven |
| 19. siječnja 2025. 20:30 | tri igrača 6 | (19:17)   | Ten Velde 10 | Sportska dvorana Varaždin, Varaždin Gledatelji: 4000 Suci: Jørum, Kleven |
| 19. siječnja 2025. 20:30 | 8× 1×        | Izvještaj | 6× 1×        | Sportska dvorana Varaždin, Varaždin Gledatelji: 4000 Suci: Jørum, Kleven |

### Skupina E
| #  | Momčad   | U | P | N | I | G+ | G– | G+/– | Bod. | Nastavak natjecanja          |
| -- | -------- | - | - | - | - | -- | -- | ---- | ---- | ---------------------------- |
| 1. | Portugal | 3 | 3 | 0 | 0 | 91 | 75 | +16  | 6    | Drugi krug Skupina III       |
| 2. | Brazil   | 3 | 2 | 0 | 1 | 86 | 80 | +6   | 4    | Drugi krug Skupina III       |
| 3. | Norveška | 3 | 1 | 0 | 2 | 87 | 77 | +10  | 2    | Drugi krug Skupina III       |
| 4. | SAD      | 3 | 0 | 0 | 3 | 62 | 94 | –32  | 0    | Predsjednički kup Skupina II |

Izvor: International Handball Federation
| 15. siječnja 2025. 18:00 | Portugal            | 30:21     | SAD         | Unity Arena, Bærum Gledatelji: 3980 Suci: Lovin, Stancu |
| 15. siječnja 2025. 18:00 | M. Costa, Portela 7 | (15:10)   | Hoddersen 6 | Unity Arena, Bærum Gledatelji: 3980 Suci: Lovin, Stancu |
| 15. siječnja 2025. 18:00 | 2× 1×               | Izvještaj | 3×          | Unity Arena, Bærum Gledatelji: 3980 Suci: Lovin, Stancu |

| 15. siječnja 2025. 20:30 | Norveška   | 26:29     | Brazil    | Unity Arena, Bærum Gledatelji: 7917 Suci: K. Gasmi, R. Gasmi |
| 15. siječnja 2025. 20:30 | Grøndahl 6 | (14:12)   | Langaro 8 | Unity Arena, Bærum Gledatelji: 7917 Suci: K. Gasmi, R. Gasmi |
| 15. siječnja 2025. 20:30 | 1×         | Izvještaj | 6× 1×     | Unity Arena, Bærum Gledatelji: 7917 Suci: K. Gasmi, R. Gasmi |

| 17. siječnja 2025. 18:00 | Portugal   | 30:26     | Brazil            | Unity Arena, Bærum Gledatelji: 5762 Suci: Bíró, Kiss |
| 17. siječnja 2025. 18:00 | M. Costa 9 | (12:15)   | Dupoux, Langaro 5 | Unity Arena, Bærum Gledatelji: 5762 Suci: Bíró, Kiss |
| 17. siječnja 2025. 18:00 | 3×         | Izvještaj | 4×                | Unity Arena, Bærum Gledatelji: 5762 Suci: Bíró, Kiss |

| 17. siječnja 2025. 20:30 | SAD         | 17:33     | Norveška | Unity Arena, Bærum Gledatelji: 9482 Suci: Jovandić, Sekulić |
| 17. siječnja 2025. 20:30 | Strömberg 4 | (7:13)    | Lyse 6   | Unity Arena, Bærum Gledatelji: 9482 Suci: Jovandić, Sekulić |
| 17. siječnja 2025. 20:30 | 2× 1×       | Izvještaj | 4×       | Unity Arena, Bærum Gledatelji: 9482 Suci: Jovandić, Sekulić |

| 19. siječnja 2025. 18:00 | Brazil      | 31:24     | SAD         | Unity Arena, Bærum Gledatelji: 7827 Suci: Bolic, Hurich |
| 19. siječnja 2025. 18:00 | Hackbarth 8 | (10:12)   | Strömberg 6 | Unity Arena, Bærum Gledatelji: 7827 Suci: Bolic, Hurich |
| 19. siječnja 2025. 18:00 | 2×          | Izvještaj | 4× 1×       | Unity Arena, Bærum Gledatelji: 7827 Suci: Bolic, Hurich |

| 19. siječnja 2025. 20:30 | Norveška | 28:31     | Portugal          | Unity Arena, Bærum Gledatelji: 11 345 Suci: Lah, Sok |
| 19. siječnja 2025. 20:30 | Lyse 9   | (13:14)   | F. Costa, Frade 6 | Unity Arena, Bærum Gledatelji: 11 345 Suci: Lah, Sok |
| 19. siječnja 2025. 20:30 | 1×       | Izvještaj | 2× 1×             | Unity Arena, Bærum Gledatelji: 11 345 Suci: Lah, Sok |

### Skupina F
| #  | Momčad     | U | P | N | I | G+  | G–  | G+/– | Bod. | Nastavak natjecanja          |
| -- | ---------- | - | - | - | - | --- | --- | ---- | ---- | ---------------------------- |
| 1. | Švedska    | 3 | 2 | 1 | 0 | 110 | 80  | +30  | 5    | Drugi krug Skupina III       |
| 2. | Španjolska | 3 | 2 | 1 | 0 | 99  | 71  | +28  | 5    | Drugi krug Skupina III       |
| 3. | Čile       | 3 | 1 | 0 | 2 | 83  | 99  | –16  | 2    | Drugi krug Skupina III       |
| 4. | Japan      | 3 | 0 | 0 | 3 | 67  | 109 | –42  | 0    | Predsjednički kup Skupina II |

Izvor: International Handball Federation
| 16. siječnja 2025. 18:00 | Španjolska  | 31:22     | Čile                  | Unity Arena, Bærum Gledatelji: 644 Suci: Bolic, Hurich |
| 16. siječnja 2025. 18:00 | Fernández 5 | (17:13)   | Feuchtmann, Salinas 5 | Unity Arena, Bærum Gledatelji: 644 Suci: Bolic, Hurich |
| 16. siječnja 2025. 18:00 | 2×          | Izvještaj | 1×                    | Unity Arena, Bærum Gledatelji: 644 Suci: Bolic, Hurich |

| 16. siječnja 2025. 20:30 | Švedska    | 39:21     | Japan           | Unity Arena, Bærum Gledatelji: 1685 Suci: Lah, Sok |
| 16. siječnja 2025. 20:30 | Karlsson 8 | (17:13)   | Yano, Yoshino 4 | Unity Arena, Bærum Gledatelji: 1685 Suci: Lah, Sok |
| 16. siječnja 2025. 20:30 | 2× 1×      | Izvještaj | 3× 1×           | Unity Arena, Bærum Gledatelji: 1685 Suci: Lah, Sok |

| 18. siječnja 2025. 18:00 | Španjolska | 39:20     | Japan    | Unity Arena, Bærum Gledatelji: 2880 Suci: K. Gasmi, R. Gasmi |
| 18. siječnja 2025. 18:00 | Serdio 7   | (20:11)   | Nakata 4 | Unity Arena, Bærum Gledatelji: 2880 Suci: K. Gasmi, R. Gasmi |
| 18. siječnja 2025. 18:00 | 7× 1×      | Izvještaj | 4× 2×    | Unity Arena, Bærum Gledatelji: 2880 Suci: K. Gasmi, R. Gasmi |

| 18. siječnja 2025. 20:30 | Čile         | 30:42     | Švedska   | Unity Arena, Bærum Gledatelji: 4256 Suci: Lovin, Stancu |
| 18. siječnja 2025. 20:30 | Feuchtmann 7 | (19:20)   | Möller 10 | Unity Arena, Bærum Gledatelji: 4256 Suci: Lovin, Stancu |
| 18. siječnja 2025. 20:30 | 4× 2×        | Izvještaj | 2× 1×     | Unity Arena, Bærum Gledatelji: 4256 Suci: Lovin, Stancu |

| 20. siječnja 2025. 18:00 | Japan    | 26:31     | Čile         | Unity Arena, Bærum Gledatelji: 1289 Suci: Jovandić, Sekulić |
| 20. siječnja 2025. 18:00 | Nakata 6 | (11:14)   | Feuchtmann 9 | Unity Arena, Bærum Gledatelji: 1289 Suci: Jovandić, Sekulić |
| 20. siječnja 2025. 18:00 | 4×       | Izvještaj | 6×           | Unity Arena, Bærum Gledatelji: 1289 Suci: Jovandić, Sekulić |

| 20. siječnja 2025. 20:30 | Švedska     | 29:29     | Španjolska | Unity Arena, Bærum Gledatelji: 2446 Suci: Bíró, Kiss |
| 20. siječnja 2025. 20:30 | Lagergren 9 | (16:11)   | Solé 7     | Unity Arena, Bærum Gledatelji: 2446 Suci: Bíró, Kiss |
| 20. siječnja 2025. 20:30 | 3×          | Izvještaj | 1×         | Unity Arena, Bærum Gledatelji: 2446 Suci: Bíró, Kiss |

### Skupina G
| #  | Momčad                | U | P | N | I | G+ | G–  | G+/– | Bod. | Nastavak natjecanja          |
| -- | --------------------- | - | - | - | - | -- | --- | ---- | ---- | ---------------------------- |
| 1. | Island                | 3 | 3 | 0 | 0 | 97 | 58  | +39  | 6    | Drugi krug Skupina IV        |
| 2. | Slovenija             | 3 | 2 | 0 | 1 | 95 | 66  | +29  | 4    | Drugi krug Skupina IV        |
| 3. | Zelenortska Republika | 3 | 1 | 0 | 2 | 83 | 98  | –15  | 2    | Drugi krug Skupina IV        |
| 4. | Kuba                  | 3 | 0 | 0 | 3 | 66 | 119 | –53  | 0    | Predsjednički kup Skupina II |

Izvor: International Handball Federation
| 16. siječnja 2025. 18:00 | Slovenija | 41:19     | Kuba     | Arena Zagreb, Zagreb Gledatelji: 1200 Suci: Belkhiri, Hamidi |
| 16. siječnja 2025. 18:00 | Vlah 8    | (18:9)    | García 4 | Arena Zagreb, Zagreb Gledatelji: 1200 Suci: Belkhiri, Hamidi |
| 16. siječnja 2025. 18:00 | 2×        | Izvještaj | 3×       | Arena Zagreb, Zagreb Gledatelji: 1200 Suci: Belkhiri, Hamidi |

| 16. siječnja 2025. 20:30 | Island        | 34:21     | Zelenortska Republika | Arena Zagreb, Zagreb Gledatelji: 850 Suci: A. Covalciuc, I. Covalciuc |
| 16. siječnja 2025. 20:30 | Thorkelsson 8 | (18:8)    | Pina 5                | Arena Zagreb, Zagreb Gledatelji: 850 Suci: A. Covalciuc, I. Covalciuc |
| 16. siječnja 2025. 20:30 | 3× 1×         | Izvještaj | 2×                    | Arena Zagreb, Zagreb Gledatelji: 850 Suci: A. Covalciuc, I. Covalciuc |

| 18. siječnja 2025. 18:00 | Zelenortska Republika | 24:36     | Slovenija | Arena Zagreb, Zagreb Gledatelji: 2150 Suci: Lemes, Sosa |
| 18. siječnja 2025. 18:00 | Pina 6                | (12:18)   | Vlah 8    | Arena Zagreb, Zagreb Gledatelji: 2150 Suci: Lemes, Sosa |
| 18. siječnja 2025. 18:00 | 5×                    | Izvještaj | 3× 1×     | Arena Zagreb, Zagreb Gledatelji: 2150 Suci: Lemes, Sosa |

| 18. siječnja 2025. 20:30 | Island       | 40:19     | Kuba      | Arena Zagreb, Zagreb Gledatelji: 1250 Suci: Ah. Gheisarian, Am. Gheisarian |
| 18. siječnja 2025. 20:30 | tri igrača 5 | (21:9)    | Cordies 5 | Arena Zagreb, Zagreb Gledatelji: 1250 Suci: Ah. Gheisarian, Am. Gheisarian |
| 18. siječnja 2025. 20:30 | 1×           | Izvještaj | 4× 1×     | Arena Zagreb, Zagreb Gledatelji: 1250 Suci: Ah. Gheisarian, Am. Gheisarian |

| 20. siječnja 2025. 18:00 | Kuba               | 28:38     | Zelenortska Republika | Arena Zagreb, Zagreb Gledatelji: 650 Suci: Budzák, Záhradník |
| 20. siječnja 2025. 18:00 | Cordies, Vázquez 7 | (14:20)   | Pereira 8             | Arena Zagreb, Zagreb Gledatelji: 650 Suci: Budzák, Záhradník |
| 20. siječnja 2025. 18:00 | 5×                 | Izvještaj | 1×                    | Arena Zagreb, Zagreb Gledatelji: 650 Suci: Budzák, Záhradník |

| 20. siječnja 2025. 20:30 | Slovenija | 18:23     | Island         | Arena Zagreb, Zagreb Gledatelji: 3400 Suci: García, Marín |
| 20. siječnja 2025. 20:30 | Janc 4    | (8:14)    | Kristjánsson 7 | Arena Zagreb, Zagreb Gledatelji: 3400 Suci: García, Marín |
| 20. siječnja 2025. 20:30 | 5× 2×     | Izvještaj | 9× 2×          | Arena Zagreb, Zagreb Gledatelji: 3400 Suci: García, Marín |

### Skupina H
| #  | Momčad    | U | P | N | I | G+  | G– | G+/– | Bod. | Nastavak natjecanja          |
| -- | --------- | - | - | - | - | --- | -- | ---- | ---- | ---------------------------- |
| 1. | Egipat    | 3 | 3 | 0 | 0 | 102 | 73 | +29  | 6    | Drugi krug Skupina IV        |
| 2. | Hrvatska  | 3 | 2 | 0 | 1 | 93  | 68 | +25  | 4    | Drugi krug Skupina IV        |
| 3. | Argentina | 3 | 1 | 0 | 2 | 69  | 97 | –28  | 2    | Drugi krug Skupina IV        |
| 4. | Bahrein   | 3 | 0 | 0 | 3 | 71  | 97 | –26  | 0    | Predsjednički kup Skupina II |

Izvor: International Handball Federation
| 15. siječnja 2025. 18:00 | Egipat  | 39:25     | Argentina     | Arena Zagreb, Zagreb Gledatelji: 2100 Suci: Kleven, Jørum |
| 15. siječnja 2025. 18:00 | Sanad 6 | (21:11)   | Moscariello 7 | Arena Zagreb, Zagreb Gledatelji: 2100 Suci: Kleven, Jørum |
| 15. siječnja 2025. 18:00 | 2×      | Izvještaj | 3× 2×         | Arena Zagreb, Zagreb Gledatelji: 2100 Suci: Kleven, Jørum |

| 15. siječnja 2025. 20:30 | Hrvatska   | 36:22     | Bahrein | Arena Zagreb, Zagreb Gledatelji: 10 500 Suci: Schulze, Tönnies |
| 15. siječnja 2025. 20:30 | Šoštarić 8 | (17:9)    | Eid 6   | Arena Zagreb, Zagreb Gledatelji: 10 500 Suci: Schulze, Tönnies |
| 15. siječnja 2025. 20:30 | 2×         | Izvještaj | 3×      | Arena Zagreb, Zagreb Gledatelji: 10 500 Suci: Schulze, Tönnies |

| 17. siječnja 2025. 18:00 | Bahrein   | 24:35     | Egipat    | Arena Zagreb, Zagreb Gledatelji: 2150 Suci: García, Marín |
| 17. siječnja 2025. 18:00 | Mohamed 8 | (13:16)   | Ramadan 5 | Arena Zagreb, Zagreb Gledatelji: 2150 Suci: García, Marín |
| 17. siječnja 2025. 18:00 | 1×        | Izvještaj | 2×        | Arena Zagreb, Zagreb Gledatelji: 2150 Suci: García, Marín |

| 17. siječnja 2025. 20:30 | Hrvatska        | 33:18     | Argentina  | Arena Zagreb, Zagreb Gledatelji: 15 650 Suci: Kurtagic, Wetterwik |
| 17. siječnja 2025. 20:30 | Glavaš, Šipić 5 | (18:7)    | Martínez 3 | Arena Zagreb, Zagreb Gledatelji: 15 650 Suci: Kurtagic, Wetterwik |
| 17. siječnja 2025. 20:30 | 1× 2×           | Izvještaj | 3× 1×      | Arena Zagreb, Zagreb Gledatelji: 15 650 Suci: Kurtagic, Wetterwik |

| 19. siječnja 2025. 18:00 | Argentina   | 26:25     | Bahrein  | Arena Zagreb, Zagreb Gledatelji: 2750 Suci: Hansen, Madsen |
| 19. siječnja 2025. 18:00 | Martínez 10 | (16:11)   | Hesham 6 | Arena Zagreb, Zagreb Gledatelji: 2750 Suci: Hansen, Madsen |
| 19. siječnja 2025. 18:00 | 2× 1×       | Izvještaj | 2×       | Arena Zagreb, Zagreb Gledatelji: 2750 Suci: Hansen, Madsen |

| 19. siječnja 2025. 20:30 | Egipat | 28:24     | Hrvatska     | Arena Zagreb, Zagreb Gledatelji: 15 600 Suci: Horáček, Novotný |
| 19. siječnja 2025. 20:30 | Omar 6 | (14:11)   | Martinović 6 | Arena Zagreb, Zagreb Gledatelji: 15 600 Suci: Horáček, Novotný |
| 19. siječnja 2025. 20:30 | 7× 1×  | Izvještaj | 2×           | Arena Zagreb, Zagreb Gledatelji: 15 600 Suci: Horáček, Novotný |

## Predsjednički kup

### Skupina I
| #  | Momčad  | U | P | N | I | G+  | G– | G+/– | Bod. | Nastavak natjecanja    |
| -- | ------- | - | - | - | - | --- | -- | ---- | ---- | ---------------------- |
| 1. | Poljska | 3 | 3 | 0 | 0 | 120 | 92 | +28  | 6    | Utakmica za 25. mjesto |
| 2. | Kuvajt  | 3 | 2 | 0 | 1 | 96  | 97 | –1   | 4    | Utakmica za 27. mjesto |
| 3. | Alžir   | 3 | 1 | 0 | 2 | 95  | 99 | –4   | 2    | Utakmica za 29. mjesto |
| 4. | Gvineja | 3 | 0 | 0 | 3 | 75  | 98 | –23  | 0    | Utakmica za 31. mjesto |

Izvor: International Handball Federation
| 21. siječnja 2025. 15:30 | Kuvajt      | 26:24     | Gvineja | Sportska dvorana Žatika, Poreč Gledatelji: 154 Suci: García, Paolantoni |
| 21. siječnja 2025. 15:30 | Al-Dawani 8 | (15:11)   | Lebon 7 | Sportska dvorana Žatika, Poreč Gledatelji: 154 Suci: García, Paolantoni |
| 21. siječnja 2025. 15:30 | 1×          | Izvještaj | 3× 1×   | Sportska dvorana Žatika, Poreč Gledatelji: 154 Suci: García, Paolantoni |

| 21. siječnja 2025. 18:00 | Poljska       | 38:32     | Alžir        | Sportska dvorana Žatika, Poreč Gledatelji: 168 Suci: Lemes, Sosa |
| 21. siječnja 2025. 18:00 | Jedraszczyk 8 | (19:14)   | tri igrača 6 | Sportska dvorana Žatika, Poreč Gledatelji: 168 Suci: Lemes, Sosa |
| 21. siječnja 2025. 18:00 | 2×            | Izvještaj | 2× 1×        | Sportska dvorana Žatika, Poreč Gledatelji: 168 Suci: Lemes, Sosa |

| 23. siječnja 2025. 15:30 | Alžir        | 32:23     | Gvineja   | Sportska dvorana Žatika, Poreč Gledatelji: 72 Suci: García, Paolantoni |
| 23. siječnja 2025. 15:30 | Khermouche 7 | (14:9)    | Pasquet 5 | Sportska dvorana Žatika, Poreč Gledatelji: 72 Suci: García, Paolantoni |
| 23. siječnja 2025. 15:30 | 2×           | Izvještaj | 3×        | Sportska dvorana Žatika, Poreč Gledatelji: 72 Suci: García, Paolantoni |

| 23. siječnja 2025. 18:00 | Poljska   | 42:32     | Kuvajt      | Sportska dvorana Žatika, Poreč Gledatelji: 125 Suci: Ah. Gheisarian, Am. Gheisarian |
| 23. siječnja 2025. 18:00 | Paterek 9 | (21:15)   | Al-Dawani 8 | Sportska dvorana Žatika, Poreč Gledatelji: 125 Suci: Ah. Gheisarian, Am. Gheisarian |
| 23. siječnja 2025. 18:00 | 4× 1×     | Izvještaj | 3×          | Sportska dvorana Žatika, Poreč Gledatelji: 125 Suci: Ah. Gheisarian, Am. Gheisarian |

| 25. siječnja 2025. 15:30 | Alžir    | 31:38     | Kuvajt       | Sportska dvorana Žatika, Poreč Gledatelji: 234 Suci: Lemes, Sosa |
| 25. siječnja 2025. 15:30 | Saker 10 | (14:18)   | Al-Dawani 13 | Sportska dvorana Žatika, Poreč Gledatelji: 234 Suci: Lemes, Sosa |
| 25. siječnja 2025. 15:30 | 3× 1×    | Izvještaj | 3× 1×        | Sportska dvorana Žatika, Poreč Gledatelji: 234 Suci: Lemes, Sosa |

| 25. siječnja 2025. 18:00 | Gvineja   | 28:40     | Poljska      | Sportska dvorana Žatika, Poreč Gledatelji: 356 Suci: Bolic, Hurich |
| 25. siječnja 2025. 18:00 | Pasquet 8 | (13:21)   | Czapliński 7 | Sportska dvorana Žatika, Poreč Gledatelji: 356 Suci: Bolic, Hurich |
| 25. siječnja 2025. 18:00 | 1×        | Izvještaj | 4×           | Sportska dvorana Žatika, Poreč Gledatelji: 356 Suci: Bolic, Hurich |

### Skupina II
| #  | Momčad  | U | P | N | I | G+ | G– | G+/– | Bod. | Nastavak natjecanja    |
| -- | ------- | - | - | - | - | -- | -- | ---- | ---- | ---------------------- |
| 1. | SAD     | 3 | 3 | 0 | 0 | 84 | 79 | +5   | 6    | Utakmica za 25. mjesto |
| 2. | Japan   | 3 | 2 | 0 | 1 | 88 | 77 | +11  | 4    | Utakmica za 27. mjesto |
| 3. | Bahrein | 3 | 1 | 0 | 2 | 94 | 87 | +7   | 2    | Utakmica za 29. mjesto |
| 4. | Kuba    | 3 | 0 | 0 | 3 | 75 | 98 | –23  | 0    | Utakmica za 31. mjesto |

Izvor: International Handball Federation
| 22. siječnja 2025. 15:30 | Kuba         | 26:39     | Bahrein      | Sportska dvorana Žatika, Poreč Gledatelji: 88 Suci: Ah. Gheisarian, Am. Gheisarian |
| 22. siječnja 2025. 15:30 | tri igrača 4 | (12:17)   | Al-Zaimoor 6 | Sportska dvorana Žatika, Poreč Gledatelji: 88 Suci: Ah. Gheisarian, Am. Gheisarian |
| 22. siječnja 2025. 15:30 | 3×           | Izvještaj | 2×           | Sportska dvorana Žatika, Poreč Gledatelji: 88 Suci: Ah. Gheisarian, Am. Gheisarian |

| 22. siječnja 2025. 18:00 | SAD                  | 27:25     | Japan     | Sportska dvorana Žatika, Poreč Gledatelji: 104 Suci: Bolic, Hurich |
| 22. siječnja 2025. 18:00 | Corning, Hoddersen 7 | (15:13)   | Yoshino 8 | Sportska dvorana Žatika, Poreč Gledatelji: 104 Suci: Bolic, Hurich |
| 22. siječnja 2025. 18:00 | 3×                   | Izvještaj | 3×        | Sportska dvorana Žatika, Poreč Gledatelji: 104 Suci: Bolic, Hurich |

| 24. siječnja 2025. 15:30 | Japan     | 31:27     | Bahrein   | Sportska dvorana Žatika, Poreč Gledatelji: 150 Suci: Mikelić, Parađina |
| 24. siječnja 2025. 15:30 | Yoshino 6 | (13:13)   | Mohamed 6 | Sportska dvorana Žatika, Poreč Gledatelji: 150 Suci: Mikelić, Parađina |
| 24. siječnja 2025. 15:30 | 3× 1×     | Izvještaj | 3×        | Sportska dvorana Žatika, Poreč Gledatelji: 150 Suci: Mikelić, Parađina |

| 24. siječnja 2025. 18:00 | SAD         | 27:26     | Kuba        | Sportska dvorana Žatika, Poreč Gledatelji: 211 Suci: Lemes, Sosa |
| 24. siječnja 2025. 18:00 | Hoddersen 7 | (14:15)   | D. García 8 | Sportska dvorana Žatika, Poreč Gledatelji: 211 Suci: Lemes, Sosa |
| 24. siječnja 2025. 18:00 | 3× 1×       | Izvještaj | 7×          | Sportska dvorana Žatika, Poreč Gledatelji: 211 Suci: Lemes, Sosa |

| 26. siječnja 2025. 15:30 | Japan   | 31:27     | Kuba        | Sportska dvorana Žatika, Poreč Gledatelji: 210 Suci: Ah. Gheisarian, Ar. Gheisarian |
| 26. siječnja 2025. 15:30 | Arase 7 | (13:13)   | Rodríguez 8 | Sportska dvorana Žatika, Poreč Gledatelji: 210 Suci: Ah. Gheisarian, Ar. Gheisarian |
| 26. siječnja 2025. 15:30 | 3× 1×   | Izvještaj | 3×          | Sportska dvorana Žatika, Poreč Gledatelji: 210 Suci: Ah. Gheisarian, Ar. Gheisarian |

| 26. siječnja 2025. 18:00 | Bahrein  | 28:30     | SAD                  | Sportska dvorana Žatika, Poreč Gledatelji: 317 Suci: García, Paolantoni |
| 26. siječnja 2025. 18:00 | Qambar 8 | (14:15)   | Corning, Hoddersen 7 | Sportska dvorana Žatika, Poreč Gledatelji: 317 Suci: García, Paolantoni |
| 26. siječnja 2025. 18:00 | 4× 1×    | Izvještaj | 2×                   | Sportska dvorana Žatika, Poreč Gledatelji: 317 Suci: García, Paolantoni |

### Utakmica za 31. mjesto
| 28. siječnja 2025. 13:00 | Gvineja                       | 33:31 (PR) | Kuba         | Sportska dvorana Žatika, Poreč Gledatelji: 91 Suci: Bolic, Hurich |
| 28. siječnja 2025. 13:00 | Lebon 8                       | (16:16)    | Rodríguez 10 | Sportska dvorana Žatika, Poreč Gledatelji: 91 Suci: Bolic, Hurich |
| 28. siječnja 2025. 13:00 | 2×                            | Izvještaj  | 1×           | Sportska dvorana Žatika, Poreč Gledatelji: 91 Suci: Bolic, Hurich |
| 28. siječnja 2025. 13:00 | Kr.: 28:28 Pr.: Sedmerci: 5:3 |            |              | Sportska dvorana Žatika, Poreč Gledatelji: 91 Suci: Bolic, Hurich |

### Utakmica za 29. mjesto
| 28. siječnja 2025. 15:30 | Alžir           | 26:29     | Bahrein   | Sportska dvorana Žatika, Poreč Gledatelji: 110 Suci: Lemes, Sosa |
| 28. siječnja 2025. 15:30 | četiri igrača 4 | (18:17)   | Mohamed 9 | Sportska dvorana Žatika, Poreč Gledatelji: 110 Suci: Lemes, Sosa |
| 28. siječnja 2025. 15:30 | 1×              | Izvještaj | 1×        | Sportska dvorana Žatika, Poreč Gledatelji: 110 Suci: Lemes, Sosa |

### Utakmica za 27. mjesto
| 28. siječnja 2025. 18:00 | Kuvajt      | 37:32     | Japan               | Sportska dvorana Žatika, Poreč Gledatelji: 65 Suci: García, Paolantoni |
| 28. siječnja 2025. 18:00 | Al-Dawani 8 | (17:16)   | Fujisaka, Yoshino 6 | Sportska dvorana Žatika, Poreč Gledatelji: 65 Suci: García, Paolantoni |
| 28. siječnja 2025. 18:00 | 2× 1×       | Izvještaj | 1×                  | Sportska dvorana Žatika, Poreč Gledatelji: 65 Suci: García, Paolantoni |

### Utakmica za 25. mjesto
| 28. siječnja 2025. 20:30 | Poljska                       | 24:22 (PR) | SAD      | Sportska dvorana Žatika, Poreč Gledatelji: 120 Suci: Belkhiri, Hamidi |
| 28. siječnja 2025. 20:30 | Jędraszczyk 4                 | (11:13)    | Fofana 5 | Sportska dvorana Žatika, Poreč Gledatelji: 120 Suci: Belkhiri, Hamidi |
| 28. siječnja 2025. 20:30 | 1×                            | Izvještaj  | 3×       | Sportska dvorana Žatika, Poreč Gledatelji: 120 Suci: Belkhiri, Hamidi |
| 28. siječnja 2025. 20:30 | Kr.: 21:21 Pr.: Sedmerci: 3:1 |            |          | Sportska dvorana Žatika, Poreč Gledatelji: 120 Suci: Belkhiri, Hamidi |

## Drugi krug
Svi bodovi osvojeni u prvome krugu protiv ekipa koje su se također kvalificirale u drugi krug prebacuju se u isti.

### Skupina I
| #  | Momčad    | U | P | N | I | G+  | G–  | G+/– | Bod. | Nastavak natjecanja |
| -- | --------- | - | - | - | - | --- | --- | ---- | ---- | ------------------- |
| 1. | Danska    | 5 | 5 | 0 | 0 | 178 | 121 | +57  | 10   | Četvrtfinale        |
| 2. | Njemačka  | 5 | 4 | 0 | 1 | 155 | 137 | +18  | 8    | Četvrtfinale        |
| 3. | Švicarska | 5 | 2 | 1 | 2 | 144 | 138 | +6   | 5    |                     |
| 4. | Italija   | 5 | 2 | 0 | 3 | 129 | 149 | –20  | 4    |                     |
| 5. | Češka     | 5 | 1 | 1 | 3 | 111 | 125 | –14  | 3    |                     |
| 6. | Tunis     | 5 | 0 | 0 | 5 | 117 | 164 | –47  | 0    |                     |

Izvor: International Handball Federation
| 21. siječnja 2025. 15:30 | Švicarska      | 37:26     | Tunis    | Jyske Bank Boxen, Herning Gledatelji: 4040 Suci: Mikelić, Parađina |
| 21. siječnja 2025. 15:30 | Maros, Rubin 7 | (20:11)   | Jbeli 11 | Jyske Bank Boxen, Herning Gledatelji: 4040 Suci: Mikelić, Parađina |
| 21. siječnja 2025. 15:30 | 4× 1×          | Izvještaj | 5×       | Jyske Bank Boxen, Herning Gledatelji: 4040 Suci: Mikelić, Parađina |

| 21. siječnja 2025. 18:00 | Češka   | 18:25     | Italija    | Jyske Bank Boxen, Herning Gledatelji: 10 601 Suci: K. Gasmi, R. Gasmi |
| 21. siječnja 2025. 18:00 | Solák 5 | (9:14)    | Parisini 5 | Jyske Bank Boxen, Herning Gledatelji: 10 601 Suci: K. Gasmi, R. Gasmi |
| 21. siječnja 2025. 18:00 | 2×      | Izvještaj | 4×         | Jyske Bank Boxen, Herning Gledatelji: 10 601 Suci: K. Gasmi, R. Gasmi |

| 21. siječnja 2025. 20:30 | Danska    | 40:30     | Njemačka            | Jyske Bank Boxen, Herning Gledatelji: 14 466 Suci: Načevski, Nikolov |
| 21. siječnja 2025. 20:30 | Gidsel 10 | (24:18)   | Kastening, Köster 6 | Jyske Bank Boxen, Herning Gledatelji: 14 466 Suci: Načevski, Nikolov |
| 21. siječnja 2025. 20:30 | 2× 1×     | Izvještaj | 4×                  | Jyske Bank Boxen, Herning Gledatelji: 14 466 Suci: Načevski, Nikolov |

| 23. siječnja 2025. 15:30 | Tunis          | 26:32     | Češka       | Jyske Bank Boxen, Herning Gledatelji: 4121 Suci: Lovin, Stancu |
| 23. siječnja 2025. 15:30 | Ben Abdallah 9 | (12:19)   | Mořkovský 6 | Jyske Bank Boxen, Herning Gledatelji: 4121 Suci: Lovin, Stancu |
| 23. siječnja 2025. 15:30 | 4× 1×          | Izvještaj | 8× 1×       | Jyske Bank Boxen, Herning Gledatelji: 4121 Suci: Lovin, Stancu |

| 23. siječnja 2025. 18:00 | Italija    | 27:34     | Njemačka    | Jyske Bank Boxen, Herning Gledatelji: 11 399 Suci: Bíró, Kiss |
| 23. siječnja 2025. 18:00 | Prantner 8 | (13:15)   | Kastening 6 | Jyske Bank Boxen, Herning Gledatelji: 11 399 Suci: Bíró, Kiss |
| 23. siječnja 2025. 18:00 | 3×         | Izvještaj | 3× 1×       | Jyske Bank Boxen, Herning Gledatelji: 11 399 Suci: Bíró, Kiss |

| 23. siječnja 2025. 20:30 | Danska      | 39:28     | Švicarska         | Jyske Bank Boxen, Herning Gledatelji: 14 644 Suci: Grillo, Lenci |
| 23. siječnja 2025. 20:30 | Andersson 8 | (18:11)   | Aellen, Leopold 5 | Jyske Bank Boxen, Herning Gledatelji: 14 644 Suci: Grillo, Lenci |
| 23. siječnja 2025. 20:30 | 1×          | Izvještaj | 3× 1×             | Jyske Bank Boxen, Herning Gledatelji: 14 644 Suci: Grillo, Lenci |

| 25. siječnja 2025. 15:30 | Italija    | 25:33     | Švicarska | Jyske Bank Boxen, Herning Gledatelji: 11 415 Suci: K. Gasmi, R. Gasmi |
| 25. siječnja 2025. 15:30 | Prantner 7 | (9:14)    | Rubin 9   | Jyske Bank Boxen, Herning Gledatelji: 11 415 Suci: K. Gasmi, R. Gasmi |
| 25. siječnja 2025. 15:30 | 4× 1×      | Izvještaj | 4× 1×     | Jyske Bank Boxen, Herning Gledatelji: 11 415 Suci: K. Gasmi, R. Gasmi |

| 25. siječnja 2025. 18:00 | Češka   | 22:28     | Danska    | Jyske Bank Boxen, Herning Gledatelji: 14 773 Suci: Jovandić, Sekulić |
| 25. siječnja 2025. 18:00 | Bláha 5 | (10:12)   | Gidsel 10 | Jyske Bank Boxen, Herning Gledatelji: 14 773 Suci: Jovandić, Sekulić |
| 25. siječnja 2025. 18:00 | 4× 1×   | Izvještaj | 1×        | Jyske Bank Boxen, Herning Gledatelji: 14 773 Suci: Jovandić, Sekulić |

| 25. siječnja 2025. 20:30 | Njemačka | 31:19     | Tunis    | Jyske Bank Boxen, Herning Gledatelji: 6543 Suci: Grillo, Lenci |
| 25. siječnja 2025. 20:30 | Grgić 11 | (18:8)    | Zariat 4 | Jyske Bank Boxen, Herning Gledatelji: 6543 Suci: Grillo, Lenci |
| 25. siječnja 2025. 20:30 | 1×       | Izvještaj | 3×       | Jyske Bank Boxen, Herning Gledatelji: 6543 Suci: Grillo, Lenci |

### Skupina II
| #  | Momčad              | U | P | N | I | G+  | G–  | G+/– | Bod. | Nastavak natjecanja |
| -- | ------------------- | - | - | - | - | --- | --- | ---- | ---- | ------------------- |
| 1. | Francuska           | 5 | 5 | 0 | 0 | 176 | 129 | +47  | 10   | Četvrtfinale        |
| 2. | Mađarska            | 5 | 3 | 1 | 1 | 151 | 145 | +6   | 7    | Četvrtfinale        |
| 3. | Nizozemska          | 5 | 2 | 1 | 2 | 172 | 177 | –5   | 5    |                     |
| 4. | Sjeverna Makedonija | 5 | 1 | 2 | 2 | 152 | 159 | –7   | 4    |                     |
| 5. | Austrija            | 5 | 1 | 2 | 2 | 147 | 156 | –9   | 4    |                     |
| 6. | Katar               | 5 | 0 | 0 | 5 | 139 | 171 | –32  | 0    |                     |

Izvor: International Handball Federation
| 21. siječnja 2025. 15:30 | Austrija  | 29:29     | Sjeverna Makedonija | Sportska dvorana Varaždin, Varaždin Gledatelji: 1000 Suci: Horáček, Novotný |
| 21. siječnja 2025. 15:30 | Hutecek 6 | (14:13)   | Mitev 6             | Sportska dvorana Varaždin, Varaždin Gledatelji: 1000 Suci: Horáček, Novotný |
| 21. siječnja 2025. 15:30 | 3×        | Izvještaj | 2× 1×               | Sportska dvorana Varaždin, Varaždin Gledatelji: 1000 Suci: Horáček, Novotný |

| 21. siječnja 2025. 18:00 | Katar    | 37:38     | Nizozemska | Sportska dvorana Varaždin, Varaždin Gledatelji: 1500 Suci: Kurtagic, Wetterwik |
| 21. siječnja 2025. 18:00 | Marzo 11 | (19:17)   | Baijens 9  | Sportska dvorana Varaždin, Varaždin Gledatelji: 1500 Suci: Kurtagic, Wetterwik |
| 21. siječnja 2025. 18:00 | 5× 2× 1× | Izvještaj | 2× 1×      | Sportska dvorana Varaždin, Varaždin Gledatelji: 1500 Suci: Kurtagic, Wetterwik |

| 21. siječnja 2025. 21:00 | Mađarska | 30:37     | Francuska | Sportska dvorana Varaždin, Varaždin Gledatelji: 1500 Suci: Schulze, Tönnies |
| 21. siječnja 2025. 21:00 | Lékai 5  | (15:23)   | Mem 6     | Sportska dvorana Varaždin, Varaždin Gledatelji: 1500 Suci: Schulze, Tönnies |
| 21. siječnja 2025. 21:00 | 5× 1×    | Izvještaj | 1×        | Sportska dvorana Varaždin, Varaždin Gledatelji: 1500 Suci: Schulze, Tönnies |

| 23. siječnja 2025. 15:30 | Sjeverna Makedonija     | 39:34     | Katar    | Sportska dvorana Varaždin, Varaždin Gledatelji: 500 Suci: García, Marín |
| 23. siječnja 2025. 15:30 | Kuzmanovski, Peševski 6 | (21:17)   | Marzo 12 | Sportska dvorana Varaždin, Varaždin Gledatelji: 500 Suci: García, Marín |
| 23. siječnja 2025. 15:30 | 5× 1×                   | Izvještaj | 6× 1×    | Sportska dvorana Varaždin, Varaždin Gledatelji: 500 Suci: García, Marín |

| 23. siječnja 2025. 18:00 | Nizozemska | 28:35     | Francuska         | Sportska dvorana Varaždin, Varaždin Gledatelji: 2000 Suci: Álvarez, Bustamante |
| 23. siječnja 2025. 18:00 | Baijens 6  | (13:19)   | Mem, Richardson 7 | Sportska dvorana Varaždin, Varaždin Gledatelji: 2000 Suci: Álvarez, Bustamante |
| 23. siječnja 2025. 18:00 | 2× 1×      | Izvještaj | 4× 1×             | Sportska dvorana Varaždin, Varaždin Gledatelji: 2000 Suci: Álvarez, Bustamante |

| 23. siječnja 2025. 20:30 | Mađarska            | 29:26     | Austrija  | Sportska dvorana Varaždin, Varaždin Gledatelji: 2600 Suci: Kurtagic, Wetterwik |
| 23. siječnja 2025. 20:30 | Rodríguez Álvarez 8 | (12:13)   | Frimmel 6 | Sportska dvorana Varaždin, Varaždin Gledatelji: 2600 Suci: Kurtagic, Wetterwik |
| 23. siječnja 2025. 20:30 | 3×                  | Izvještaj | 3× 1×     | Sportska dvorana Varaždin, Varaždin Gledatelji: 2600 Suci: Kurtagic, Wetterwik |

| 25. siječnja 2025. 15:30 | Nizozemska | 37:37     | Austrija          | Sportska dvorana Varaždin, Varaždin Gledatelji: 1000 Suci: Hansen, Madsen |
| 25. siječnja 2025. 15:30 | Steins 7   | (19:17)   | Frimmel, Wagner 7 | Sportska dvorana Varaždin, Varaždin Gledatelji: 1000 Suci: Hansen, Madsen |
| 25. siječnja 2025. 15:30 | 1×         | Izvještaj | 2×                | Sportska dvorana Varaždin, Varaždin Gledatelji: 1000 Suci: Hansen, Madsen |

| 25. siječnja 2025. 18:00 | Katar      | 23:29     | Mađarska | Sportska dvorana Varaždin, Varaždin Gledatelji: 2200 Suci: Horáček, Novotný |
| 25. siječnja 2025. 18:00 | Marković 6 | (12:12)   | Imre 9   | Sportska dvorana Varaždin, Varaždin Gledatelji: 2200 Suci: Horáček, Novotný |
| 25. siječnja 2025. 18:00 | 7×         | Izvještaj | 3×       | Sportska dvorana Varaždin, Varaždin Gledatelji: 2200 Suci: Horáček, Novotný |

| 25. siječnja 2025. 20:30 | Francuska | 32:25     | Sjeverna Makedonija | Sportska dvorana Varaždin, Varaždin Gledatelji: 2300 Suci: Jørum, Kleven |
| 25. siječnja 2025. 20:30 | Mem 8     | (18:14)   | Kuzmanovski 8       | Sportska dvorana Varaždin, Varaždin Gledatelji: 2300 Suci: Jørum, Kleven |
| 25. siječnja 2025. 20:30 | 1×        | Izvještaj | 4×                  | Sportska dvorana Varaždin, Varaždin Gledatelji: 2300 Suci: Jørum, Kleven |

### Skupina III
| #  | Momčad     | U | P | N | I | G+  | G–  | G+/– | Bod. | Nastavak natjecanja |
| -- | ---------- | - | - | - | - | --- | --- | ---- | ---- | ------------------- |
| 1. | Portugal   | 5 | 4 | 1 | 0 | 179 | 148 | +31  | 9    | Četvrtfinale        |
| 2. | Brazil     | 5 | 4 | 0 | 1 | 136 | 129 | +7   | 8    | Četvrtfinale        |
| 3. | Norveška   | 5 | 3 | 0 | 2 | 147 | 130 | +17  | 6    |                     |
| 4. | Švedska    | 5 | 1 | 2 | 2 | 156 | 152 | +4   | 4    |                     |
| 5. | Španjolska | 5 | 1 | 1 | 3 | 138 | 137 | +1   | 3    |                     |
| 6. | Čile       | 5 | 0 | 0 | 5 | 126 | 186 | –60  | 0    |                     |

Izvor: International Handball Federation
| 22. siječnja 2025. 15:30 | Brazil    | 28:24     | Čile      | Unity Arena, Bærum Gledatelji: 857 Suci: Pavićević, Ražnatović |
| 22. siječnja 2025. 15:30 | Langaro 8 | (13:10)   | Salinas 7 | Unity Arena, Bærum Gledatelji: 857 Suci: Pavićević, Ražnatović |
| 22. siječnja 2025. 15:30 | 2×        | Izvještaj | 4× 1×     | Unity Arena, Bærum Gledatelji: 857 Suci: Pavićević, Ražnatović |

| 22. siječnja 2025. 18:00 | Švedska     | 37:37     | Portugal | Unity Arena, Bærum Gledatelji: 3813 Suci: Lah, Sok |
| 22. siječnja 2025. 18:00 | Lagergren 7 | (18:18)   | Frade 7  | Unity Arena, Bærum Gledatelji: 3813 Suci: Lah, Sok |
| 22. siječnja 2025. 18:00 | 2× 1×       | Izvještaj | 3× 1×    | Unity Arena, Bærum Gledatelji: 3813 Suci: Lah, Sok |

| 22. siječnja 2025. 20:30 | Norveška   | 25:24     | Španjolska   | Unity Arena, Bærum Gledatelji: 5508 Suci: A. Konjičanin, D. Konjičanin |
| 22. siječnja 2025. 20:30 | Grøndahl 7 | (10:13)   | Garciandia 6 | Unity Arena, Bærum Gledatelji: 5508 Suci: A. Konjičanin, D. Konjičanin |
| 22. siječnja 2025. 20:30 | 2×         | Izvještaj | 2×           | Unity Arena, Bærum Gledatelji: 5508 Suci: A. Konjičanin, D. Konjičanin |

| 24. siječnja 2025. 15:30 | Španjolska         | 29:35     | Portugal   | Unity Arena, Bærum Gledatelji: 2865 Suci: Načevski, Nikolov |
| 24. siječnja 2025. 15:30 | Daniel Fernández 6 | (16:15)   | F. Costa 8 | Unity Arena, Bærum Gledatelji: 2865 Suci: Načevski, Nikolov |
| 24. siječnja 2025. 15:30 | 6× 1×              | Izvještaj | 4× 1×      | Unity Arena, Bærum Gledatelji: 2865 Suci: Načevski, Nikolov |

| 24. siječnja 2025. 18:00 | Švedska       | 24:27     | Brazil           | Unity Arena, Bærum Gledatelji: 5831 Suci: A. Konjičanin, D. Konjičanin |
| 24. siječnja 2025. 18:00 | Carlsbogård 6 | (9:14)    | Langaro, Monte 4 | Unity Arena, Bærum Gledatelji: 5831 Suci: A. Konjičanin, D. Konjičanin |
| 24. siječnja 2025. 18:00 | 1×            | Izvještaj | 3× 1×            | Unity Arena, Bærum Gledatelji: 5831 Suci: A. Konjičanin, D. Konjičanin |

| 24. siječnja 2025. 20:30 | Čile         | 22:39     | Norveška | Unity Arena, Bærum Gledatelji: 7809 Suci: A. Covalciuc, I. Covalciuc |
| 24. siječnja 2025. 20:30 | Feuchtmann 6 | (11:17)   | Lien 10  | Unity Arena, Bærum Gledatelji: 7809 Suci: A. Covalciuc, I. Covalciuc |
| 24. siječnja 2025. 20:30 | 4× 1×        | Izvještaj | 3×       | Unity Arena, Bærum Gledatelji: 7809 Suci: A. Covalciuc, I. Covalciuc |

| 26. siječnja 2025. 15:30 | Portugal   | 46:28     | Čile         | Unity Arena, Bærum Gledatelji: 1924 Suci: A. Konjičanin, D. Konjičanin |
| 26. siječnja 2025. 15:30 | F. Costa 9 | (22:17)   | Feuchtmann 8 | Unity Arena, Bærum Gledatelji: 1924 Suci: A. Konjičanin, D. Konjičanin |
| 26. siječnja 2025. 15:30 | 4×         | Izvještaj | 3× 1×        | Unity Arena, Bærum Gledatelji: 1924 Suci: A. Konjičanin, D. Konjičanin |

| 26. siječnja 2025. 18:00 | Španjolska       | 25:26     | Brazil      | Unity Arena, Bærum Gledatelji: 4878 Suci: Lah, Sok |
| 26. siječnja 2025. 18:00 | Cikusa, Romero 4 | (13:14)   | Hackbarth 6 | Unity Arena, Bærum Gledatelji: 4878 Suci: Lah, Sok |
| 26. siječnja 2025. 18:00 | 2× 1×            | Izvještaj | 3×          | Unity Arena, Bærum Gledatelji: 4878 Suci: Lah, Sok |

| 26. siječnja 2025. 20:30 | Norveška | 29:24     | Švedska     | Unity Arena, Bærum Gledatelji: 7844 Suci: Pavićević, Ražnatović |
| 26. siječnja 2025. 20:30 | Aar 9    | (16:11)   | Johansson 7 | Unity Arena, Bærum Gledatelji: 7844 Suci: Pavićević, Ražnatović |
| 26. siječnja 2025. 20:30 | 5× 1×    | Izvještaj | 2×          | Unity Arena, Bærum Gledatelji: 7844 Suci: Pavićević, Ražnatović |

### Skupina IV
| #  | Momčad                | U | P | N | I | G+  | G–  | G+/– | Bod. | Nastavak natjecanja |
| -- | --------------------- | - | - | - | - | --- | --- | ---- | ---- | ------------------- |
| 1. | Hrvatska              | 5 | 4 | 0 | 1 | 162 | 122 | +40  | 8    | Četvrtfinale        |
| 2. | Egipat                | 5 | 4 | 0 | 1 | 148 | 125 | +23  | 8    | Četvrtfinale        |
| 3. | Island                | 5 | 4 | 0 | 1 | 140 | 116 | +24  | 8    |                     |
| 4. | Slovenija             | 5 | 2 | 0 | 3 | 139 | 125 | +14  | 4    |                     |
| 5. | Argentina             | 5 | 1 | 0 | 4 | 117 | 162 | –45  | 2    |                     |
| 6. | Zelenortska Republika | 5 | 0 | 0 | 5 | 119 | 175 | –56  | 0    |                     |

Izvor: International Handball Federation
| 22. siječnja 2025. 15:30 | Slovenija | 34:23     | Argentina        | Arena Zagreb, Zagreb Gledatelji: 850 Suci: Belkhiri, Hamidi |
| 22. siječnja 2025. 15:30 | Kljun 5   | (15:8)    | Gull, Martínez 4 | Arena Zagreb, Zagreb Gledatelji: 850 Suci: Belkhiri, Hamidi |
| 22. siječnja 2025. 15:30 | 3×        | Izvještaj | 5× 1×            | Arena Zagreb, Zagreb Gledatelji: 850 Suci: Belkhiri, Hamidi |

| 22. siječnja 2025. 18:00 | Zelenortska Republika | 24:44     | Hrvatska   | Arena Zagreb, Zagreb Gledatelji: 8450 Suci: Hansen, Madsen |
| 22. siječnja 2025. 18:00 | Pina 9                | (11:24)   | Šoštarić 9 | Arena Zagreb, Zagreb Gledatelji: 8450 Suci: Hansen, Madsen |
| 22. siječnja 2025. 18:00 | 1×                    | Izvještaj | 3× 1×      | Arena Zagreb, Zagreb Gledatelji: 8450 Suci: Hansen, Madsen |

| 22. siječnja 2025. 20:30 | Egipat | 24:27     | Island         | Arena Zagreb, Zagreb Gledatelji: 4350 Suci: Schulze, Tönnies |
| 22. siječnja 2025. 20:30 | Zein 8 | (9:13)    | Kristjánsson 9 | Arena Zagreb, Zagreb Gledatelji: 4350 Suci: Schulze, Tönnies |
| 22. siječnja 2025. 20:30 | 2×     | Izvještaj | 4× 2×          | Arena Zagreb, Zagreb Gledatelji: 4350 Suci: Schulze, Tönnies |

| 24. siječnja 2025. 15:30 | Argentina    | 30:26     | Zelenortska Republika | Arena Zagreb, Zagreb Gledatelji: 450 Suci: Kurtagic, Wetterwik |
| 24. siječnja 2025. 15:30 | tri igrača 5 | (14:14)   | Pina 10               | Arena Zagreb, Zagreb Gledatelji: 450 Suci: Kurtagic, Wetterwik |
| 24. siječnja 2025. 15:30 | 4× 1×        | Izvještaj | 2×                    | Arena Zagreb, Zagreb Gledatelji: 450 Suci: Kurtagic, Wetterwik |

| 24. siječnja 2025. 18:00 | Egipat     | 26:25     | Slovenija | Arena Zagreb, Zagreb Gledatelji: 5250 Suci: Jørum, Kleven |
| 24. siječnja 2025. 18:00 | El-Deraa 6 | (16:14)   | Janc 8    | Arena Zagreb, Zagreb Gledatelji: 5250 Suci: Jørum, Kleven |
| 24. siječnja 2025. 18:00 | 4×         | Izvještaj | 3× 1×     | Arena Zagreb, Zagreb Gledatelji: 5250 Suci: Jørum, Kleven |

| 24. siječnja 2025. 20:30 | Hrvatska     | 32:26     | Island         | Arena Zagreb, Zagreb Gledatelji: 15 600 Suci: García, Marín |
| 24. siječnja 2025. 20:30 | Martinović 8 | (20:12)   | Kristjánsson 5 | Arena Zagreb, Zagreb Gledatelji: 15 600 Suci: García, Marín |
| 24. siječnja 2025. 20:30 | 1×           | Izvještaj | 3× 1×          | Arena Zagreb, Zagreb Gledatelji: 15 600 Suci: García, Marín |

| 26. siječnja 2025. 15:30 | Island        | 30:21     | Argentina  | Arena Zagreb, Zagreb Gledatelji: 1550 Suci: Belkhiri, Hamidi |
| 26. siječnja 2025. 15:30 | Ríkharðsson 7 | (15:10)   | Martínez 6 | Arena Zagreb, Zagreb Gledatelji: 1550 Suci: Belkhiri, Hamidi |
| 26. siječnja 2025. 15:30 | 4×            | Izvještaj | 2× 1×      | Arena Zagreb, Zagreb Gledatelji: 1550 Suci: Belkhiri, Hamidi |

| 26. siječnja 2025. 18:00 | Zelenortska Republika | 24:31     | Egipat  | Arena Zagreb, Zagreb Gledatelji: 1250 Suci: Álvarez, Bustamante |
| 26. siječnja 2025. 18:00 | Pina 6                | (13:14)   | Omar 11 | Arena Zagreb, Zagreb Gledatelji: 1250 Suci: Álvarez, Bustamante |
| 26. siječnja 2025. 18:00 | 4×                    | Izvještaj | 2×      | Arena Zagreb, Zagreb Gledatelji: 1250 Suci: Álvarez, Bustamante |

| 26. siječnja 2025. 20:30 | Hrvatska     | 29:26     | Slovenija | Arena Zagreb, Zagreb Gledatelji: 15 600 Suci: Horáček, Novotný |
| 26. siječnja 2025. 20:30 | tri igrača 5 | (15:15)   | Vlah 5    | Arena Zagreb, Zagreb Gledatelji: 15 600 Suci: Horáček, Novotný |
| 26. siječnja 2025. 20:30 | 2×           | Izvještaj | 4×        | Arena Zagreb, Zagreb Gledatelji: 15 600 Suci: Horáček, Novotný |

## Završnica
|  | Četvrtfinale     | Četvrtfinale |              |          | Polufinale   | Polufinale   |  |  | Finale     | Finale |
|  |                  |              |              |          |              |              |  |  |            |        |
|  | 28. siječnja     |              |              |          |              |              |  |  |            |        |
|  |                  |              |              |          |              |              |  |  |            |        |
|  | Francuska        | 34           |              |          |              |              |  |  |            |        |
|  | Francuska        | 34           | 30. siječnja |          |              |              |  |  |            |        |
|  | Egipat           | 33           |              |          |              |              |  |  |            |        |
|  | Egipat           | 33           | Francuska    | 28       |              |              |  |  |            |        |
|  | 28. siječnja     |              | Francuska    | 28       |              |              |  |  |            |        |
|  |                  | Hrvatska     | 31           |          |              |              |  |  |            |        |
|  | Hrvatska         | Hrvatska     | 31           | 31       |              |              |  |  |            |        |
|  | Hrvatska         |              | 2. veljače   | 31       |              |              |  |  |            |        |
|  | Mađarska         | 30           |              |          |              |              |  |  |            |        |
|  | Mađarska         | 30           | Hrvatska     | 26       |              |              |  |  |            |        |
|  | 29. siječnja     |              | Hrvatska     | 26       |              |              |  |  |            |        |
|  |                  | Danska       | 32           |          |              |              |  |  |            |        |
|  | Danska           | Danska       | 32           | 33       |              |              |  |  |            |        |
|  | Danska           | 31. siječnja |              | 33       |              |              |  |  |            |        |
|  | Brazil           | 21           |              |          |              |              |  |  |            |        |
|  | Brazil           | 21           | Danska       | 40       | Treće mjesto | Treće mjesto |  |  |            |        |
|  | 29. siječnja     |              | Danska       | 40       | Treće mjesto | Treće mjesto |  |  |            |        |
|  |                  | Portugal     | 27           |          |              |              |  |  |            |        |
|  | Portugal (prod.) | Portugal     | 27           | 31       | Francuska    | 35           |  |  |            |        |
|  | Portugal (prod.) |              |              | 31       | Francuska    | 35           |  |  |            |        |
|  | Njemačka         | 30           |              | Portugal | 34           |              |  |  |            |        |
|  | Njemačka         | 30           |              |          | 34           |              |  |  |            |        |
|  |                  |              |              |          |              |              |  |  | 2. veljače |        |
|  |                  |              |              |          |              |              |  |  |            |        |

### Četvrtfinale
| 28. siječnja 2025. 18:00 | Hrvatska | 31:30     | Mađarska | Arena Zagreb, Zagreb Gledatelji: 15 600 Suci: Garcia, Marin |
| 28. siječnja 2025. 18:00 | Glavaš 6 | (16:16)   | Ilić 8   | Arena Zagreb, Zagreb Gledatelji: 15 600 Suci: Garcia, Marin |
| 28. siječnja 2025. 18:00 | 5× 2×    | Izvještaj | 2× 1×    | Arena Zagreb, Zagreb Gledatelji: 15 600 Suci: Garcia, Marin |

| 28. siječnja 2025. 21:00 | Francuska     | 34:33     | Egipat   | Arena Zagreb, Zagreb Gledatelji: 5850 Suci: Načevski, Nikolov |
| 28. siječnja 2025. 21:00 | Remili, Mem 6 | (18:14)   | Hesham 8 | Arena Zagreb, Zagreb Gledatelji: 5850 Suci: Načevski, Nikolov |
| 28. siječnja 2025. 21:00 | 3× 1×         | Izvještaj | 2×       | Arena Zagreb, Zagreb Gledatelji: 5850 Suci: Načevski, Nikolov |

| 29. siječnja 2025. 17:30 | Danska       | 33:21     | Brazil     | Unity Arena, Bærum Gledatelji: 5922 Suci: Bíró, Kiss |
| 29. siječnja 2025. 17:30 | tri igrača 6 | (15:12)   | Carvalho 7 | Unity Arena, Bærum Gledatelji: 5922 Suci: Bíró, Kiss |
| 29. siječnja 2025. 17:30 | 3×           | Izvještaj | 5× 1×      | Unity Arena, Bærum Gledatelji: 5922 Suci: Bíró, Kiss |

| 29. siječnja 2025. 20:30 | Portugal            | 31:30 (PR) | Njemačka | Unity Arena, Bærum Gledatelji: 7475 Suci: Jørum, Kleven |
| 29. siječnja 2025. 20:30 | F. Costa 8          | (13:9)     | Zerbe 9  | Unity Arena, Bærum Gledatelji: 7475 Suci: Jørum, Kleven |
| 29. siječnja 2025. 20:30 | 4× 1×               | Izvještaj  | 5× 1×    | Unity Arena, Bærum Gledatelji: 7475 Suci: Jørum, Kleven |
| 29. siječnja 2025. 20:30 | Kr.: 26:26 Pr.: 5:4 |            |          | Unity Arena, Bærum Gledatelji: 7475 Suci: Jørum, Kleven |

### Polufinale
| 30. siječnja 2025. 21:00 | Francuska | 28:31     | Hrvatska        | Arena Zagreb, Zagreb Gledatelji: 15 600 Suci: Schulze, Tönnies |
| 30. siječnja 2025. 21:00 | Mem 8     | (11:18)   | Jelinić, Srna 7 | Arena Zagreb, Zagreb Gledatelji: 15 600 Suci: Schulze, Tönnies |
| 30. siječnja 2025. 21:00 | 4× 1×     | Izvještaj | 4× 2×           | Arena Zagreb, Zagreb Gledatelji: 15 600 Suci: Schulze, Tönnies |

| 31. siječnja 2025. 20:30 | Danska   | 40:27     | Portugal | Unity Arena, Bærum Gledatelji: 8448 Suci: Lah, Sok |
| 31. siječnja 2025. 20:30 | Gidsel 9 | (20:16)   | Areia 5  | Unity Arena, Bærum Gledatelji: 8448 Suci: Lah, Sok |
| 31. siječnja 2025. 20:30 | 4×       | Izvještaj | 4×       | Unity Arena, Bærum Gledatelji: 8448 Suci: Lah, Sok |

### Utakmica za 3. mjesto
| 2. veljače 2025. 15:00 | Francuska | 35:34     | Portugal   | Unity Arena, Bærum Gledatelji: 10 928 Suci: Načevski, Nikolov |
| 2. veljače 2025. 15:00 | Minne 10  | (19:17)   | F. Costa 8 | Unity Arena, Bærum Gledatelji: 10 928 Suci: Načevski, Nikolov |
| 2. veljače 2025. 15:00 | 2× 1×     | Izvještaj | 2×         | Unity Arena, Bærum Gledatelji: 10 928 Suci: Načevski, Nikolov |

### Finale
| 2. veljače 2025. 18:00 | Hrvatska     | 26:32     | Danska    | Unity Arena, Bærum Gledatelji: 13 384 Suci: García, Marín |
| 2. veljače 2025. 18:00 | Martinović 6 | (12:16)   | Gidsel 10 | Unity Arena, Bærum Gledatelji: 13 384 Suci: García, Marín |
| 2. veljače 2025. 18:00 | 7× 2×        | Izvještaj | 4× 1×     | Unity Arena, Bærum Gledatelji: 13 384 Suci: García, Marín |

## Konačni poredak
| plasman | momčad                |
| ------- | --------------------- |
| 1.      | Danska                |
| 2.      | Hrvatska              |
| 3.      | Francuska             |
| 4.      | Portugal              |
| 5.      | Egipat                |
| 6.      | Njemačka              |
| 7.      | Brazil                |
| 8.      | Mađarska              |
| 9.      | Island                |
| 10.     | Norveška              |
| 11.     | Švicarska             |
| 12.     | Nizozemska            |
| 13.     | Slovenija             |
| 14.     | Švedska               |
| 15.     | Sjeverna Makedonija   |
| 16.     | Italija               |
| 17.     | Austrija              |
| 18.     | Španjolska            |
| 19.     | Češka                 |
| 20.     | Argentina             |
| 21.     | Katar                 |
| 22.     | Tunis                 |
| 23.     | Zelenortska Republika |
| 24.     | Čile                  |
| 25.     | Poljska               |
| 26.     | SAD                   |
| 27.     | Kuvajt                |
| 28.     | Japan                 |
| 29.     | Bahrein               |
| 30.     | Alžir                 |
| 31.     | Gvineja               |
| 32.     | Kuba                  |

Danska je ostvarila izravan plasman na iduće SP u Njemačkoj 2027.

## Suci
Sudački parovi odabrani su 14. studenog 2024.
|  | Suci                                |
|  | ----------------------------------- |
|  | Youcef Belkhiri Sid Ali Hamidi      |
|  | Julián López Grillo Sebastián Lenci |
|  | María Paolantoni Mariana García     |
|  | Denis Bolic Cristoph Hurich         |
|  | Amar Konjičanin Dino Konjičanin     |

|  | Suci                            |
|  | ------------------------------- |
|  | Ivan Pavićević Miloš Ražnatović |
|  | Václav Horáček Jiří Novotný     |
|  | Mads Hansen Jesper Madsen       |
|  | Karim Gasmi Raouf Gasmi         |
|  | Ante Mikelić Petar Parađina     |

|  | Suci                             |
|  | -------------------------------- |
|  | Ahmad Gheisarian Amir Gheisarian |
|  | Ádám Bíró Olivér Kiss            |
|  | Igor Covalciuc Alexei Covalciuc  |
|  | Håvard Kleven Lars Jørum         |
|  | Robert Schulze Tobias Tönnies    |

|  | Suci                            |
|  | ------------------------------- |
|  | Cristina Lovin Simona Stancu    |
|  | Đorđi Načevski Slave Nikolov    |
|  | Andrej Budzák Michaal Záhradník |
|  | Bojan Lah David Sok             |
|  | Marko Sekulić Vladimir Jovandić |

|  | Suci                             |
|  | -------------------------------- |
|  | Javier Álvarez Yon Bustamante    |
|  | Ignacio García Andreu Marín      |
|  | Mirza Kurtagic Mattias Wetterwik |
|  | Mathias Sosa Cristian Lemes      |

## Momčad Hrvatske
Vratari: Dominik Kuzmanović, Ivan Pešić
Krila: Mario Šoštarić, Filip Glavaš
Pivoti: Veron Načinović, Marin Šipić, Josip Šimić, Leon Šušnja.
Lijevi vanjski: Tin Lučin, Marko Mamić, Zvonimir Srna, Marin Jelinić
Srednji vanjski: Domagoj Duvnjak, Luka Cindrić, Ivano Pavlović
Desni vanjski: Ivan Martinović, Mateo Maraš, Luka Lovre Klarica